# 东方镶双吸虫
东方镶双吸虫（学名：Kollikeria orientalis）为囊双科镶双吸虫属的动物。分布于太平洋、地中海、大西洋，包括南海等海域，营寄生生活，宿主青干金枪鱼、金枪鱼、鲔、长鳍金枪鱼，寄生部位为胃肠粘膜层、食道、肛门以及鳃。
其种加词“orientalis”意为“东方的”。